# Yucca Valley
Yucca Valley è una città incorporata della contea di San Bernardino, California, Stati Uniti. La popolazione era di 20.700 abitanti al censimento del 2010. Yucca Valley si trova a 17 miglia (27 km) a ovest di Twentynine Palms, 27 miglia (43 km) a nord di Palm Springs, 62 miglia (100 km) a sud di Barstow tramite la State Route 247, 45 miglia (72 km) a sud-est di Lucerne Valley e 55 miglia (89 km) ad est di San Bernardino.
Confinante a ovest con le San Bernardino Mountains e a sud con il Joshua Tree National Park, la comunità di Yucca Valley si trova nel deserto del Mojave a circa 3,300 piedi (1,000 m) sul livello del mare.

## Geografia fisica
Secondo lo United States Census Bureau, ha un'area totale di 40,02 mi² (103,65 km²).

## Società

### Evoluzione demografica
Secondo il censimento del 2010, la popolazione era di 20.700 abitanti.

### Etnie e minoranze straniere
Secondo il censimento del 2010, la composizione etnica della città era formata dall'83,5% di bianchi, il 3,2% di afroamericani, l'1,1% di nativi americani, il 2,3% di asiatici, lo 0,2% di oceanici, il 5,7% di altre razze, e il 4,0% di due o più etnie. Ispanici o latinos di qualunque razza erano il 17,8% della popolazione.